# Siemiatycze (district)
Siemiatycze (powiat siemiatycki) is een Pools district (powiat) in de woiwodschap Podlachië. Het district heeft een oppervlakte van 1459,58 km² en telt 46.479 inwoners (2014).